# Troješčyna
Troješčyna (ukrajinsky Троєщина) je městská čtvrť Kyjeva, jež leží na levém břehu Dněpru. Nachází se vedle Desenky (kanál Dněpru). Postavena byla na místě bývalých vesnic Vyhurivščyna a Troješčyna. 

## Historie oblasti
Lokalita je obydlena již od neolitu. První písemná zmínka pochází z roku 1026, kdy se zde nacházel mimo jiné kostel sv. Jurije a knížecký palác Radosyn.
Samotná vesnice Troješčyna vznikla přibližne v 16. století. Současný název však vznikl nejspíše v 17. století. Místní pozemky byly předmětem neustálých sporů mezi klášterem Nejsvětější Trojice a obyvateli sousední vesnice Vyhurivščyna. Administrativně bylo toto území součástí Kyjevského knížectví až do roku 1471. Později patřilo Kyjevskému vojvodství a od roku 1782 Kyjevskému místokrálovství Ruské říše. Od roku 1802 do roku 1902 spadala Troješčyna pod Brovary. Součástí města Kyjev se stala až v roce 1988.

## Sídliště
V novodobé historii nese název Troješčyna nějvětší rezidenční čtvrť Kyjeva, jež čítá přes 300 tisíc obyvatel. Generální plán panelového sídliště Troješčyna vypracovali architekti Jurij Paskevič, Hryhorij Slutskyj, E. V. Frolov, Mykola Dyomin, Valentin Ježov, a několik dalších se podílelo na rozvoji jednotlivých mikrorajonů a obytných částí.
Výstavba rezidenční čtvrti započala roku 1981 po dokončení Pivničného mostu v Kyjevě a první obyvatelé jej začali obývat v roce 1983. Výstavba čtvrti byla značně zpomalena hlubokou ekonomickou krizí v 90. letech, která ji však nezastavila a severní část paneláků byla dostavěna až po roce 2000. Původní plány sídliště byly mnohem větší a měly pokračovat na západ, ale kvůli potížím s financováním z tohoto plánu sešlo. Tímto byla zbývající část vesnice zachována. V 90. letech nebyla čtvrť oblíbená mezi obyvateli Kyjeva kvůli vysoké kriminalitě a gopnikům. V Troješčyně se také nachází slavný komplex šesti nedokončených věžových budov pod názvem Dniprovské věže. Celé sídliště má značné problémy s dopravou, které by se měly zmírnit stavbou metra a dokončením Podilského mostu. 

### Plán na výstavbu metra v Troješčyně
Již od 90. let je slibována linka metra, která povede přes Troješčynu. Později byl schválen nový projekt výstavby čtvrté linky kyjevského metra.
Alexander Popov podepsal dne 30. ledna 2012 příkaz č. 134, kterým schválil aktualizovaný projekt úseku trasy Podilsko-Vyhurivska kyjevského metra ze stanice Hlybočycka do stanice Rajdužna. Zároveň z ukazatelů aktualizovaného projektu zmizel údaj o délce výstavby. Podle starého projektu se předpokládalo, že práce potrvají 5 let a 2 měsíce. Odborníci upozorňují na to, že by se linka měla postavit celá najednou kvůli depu na konci trasy, bez kterého je linka zbytečná.

## Galerie

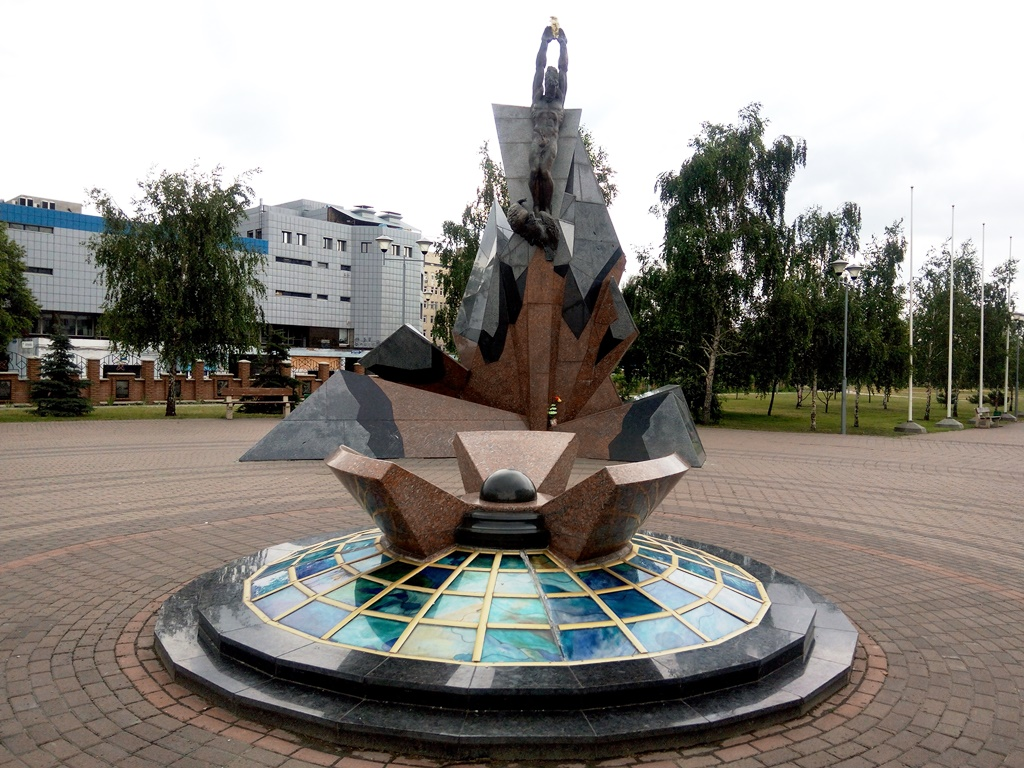
Památník obětem Černobylu
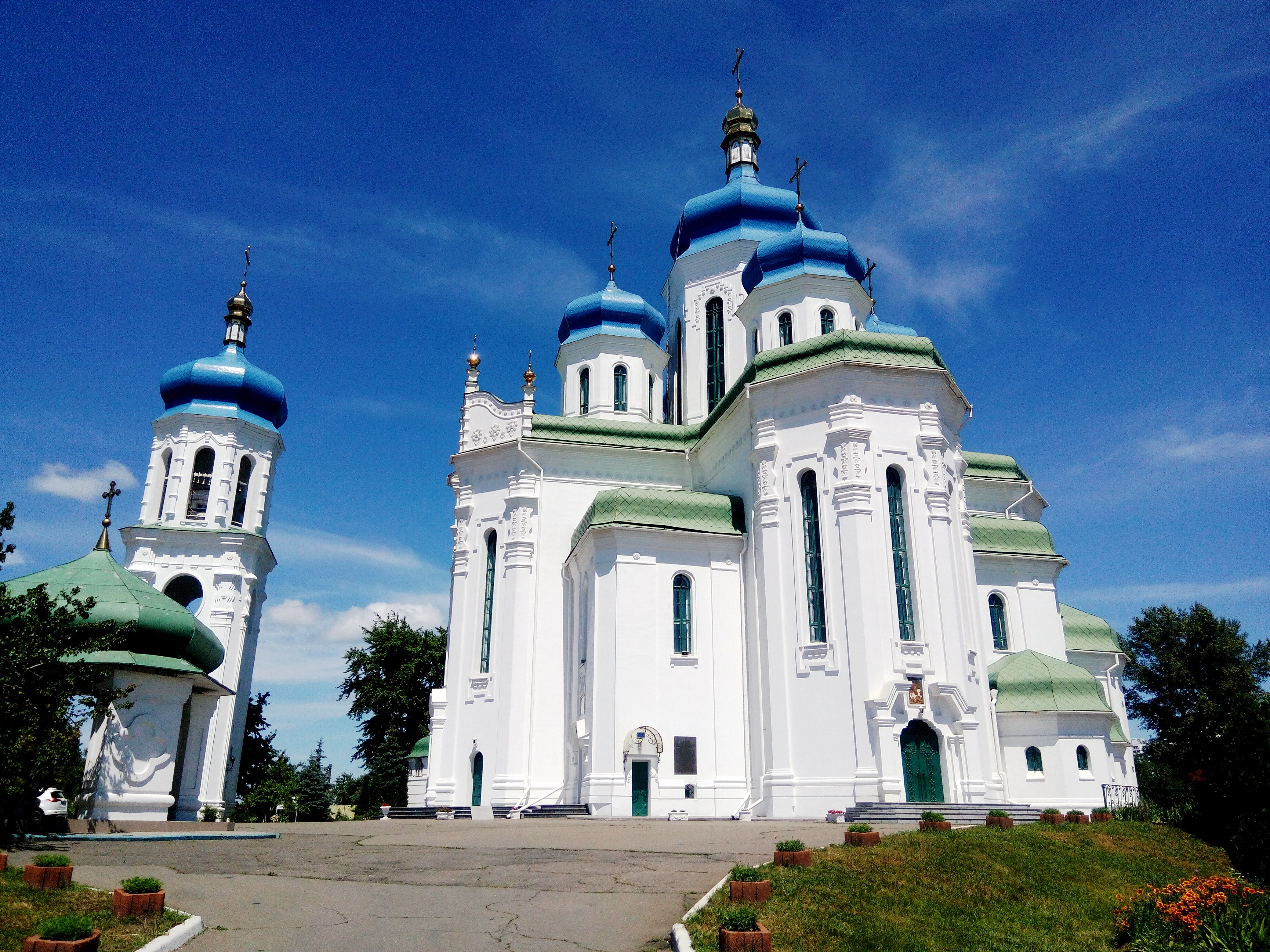
Katedrála Nejsvětější Trojice
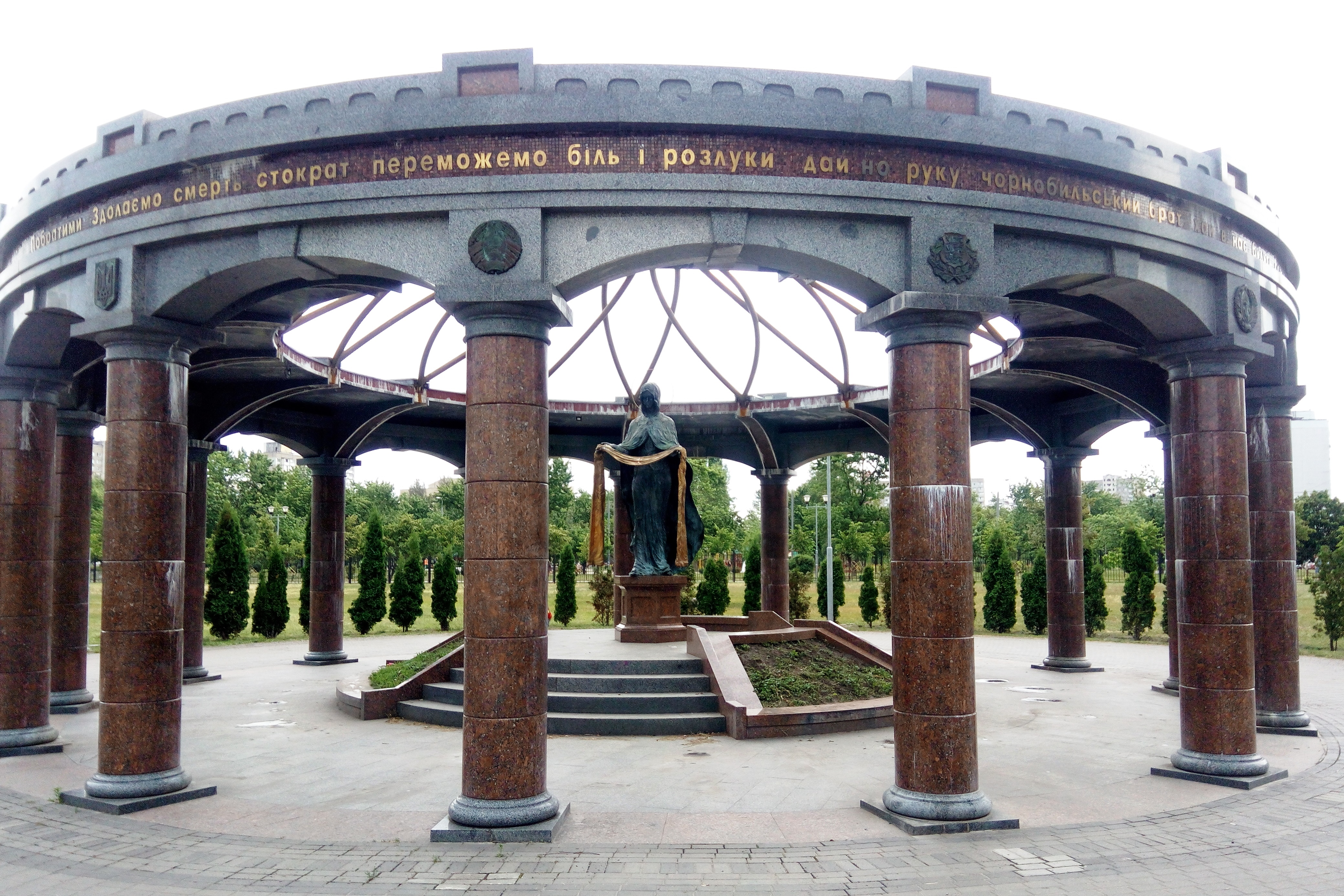
Rotunda v parku
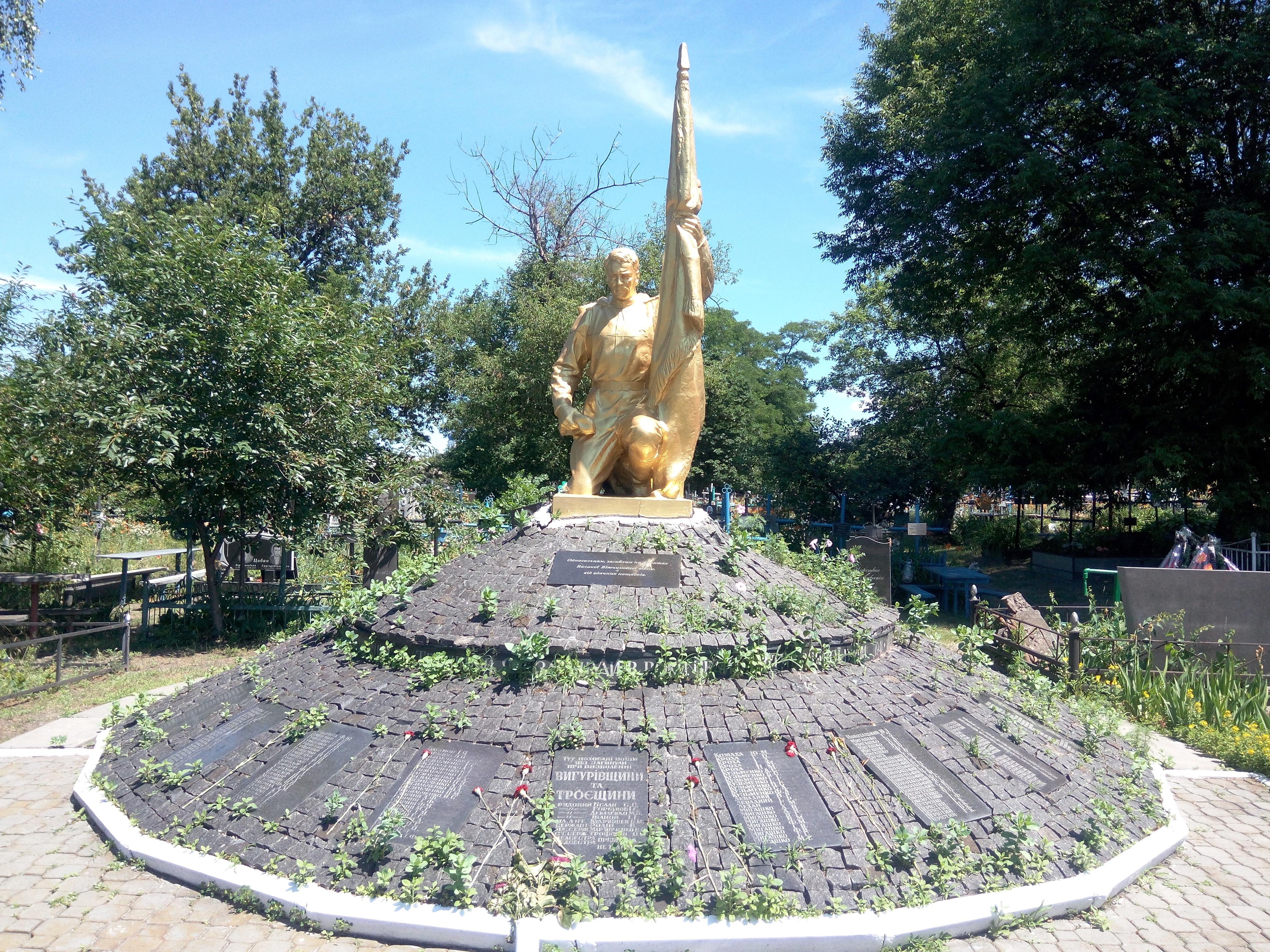
Pomník padlým vojákům na Vygurovském hřbitově
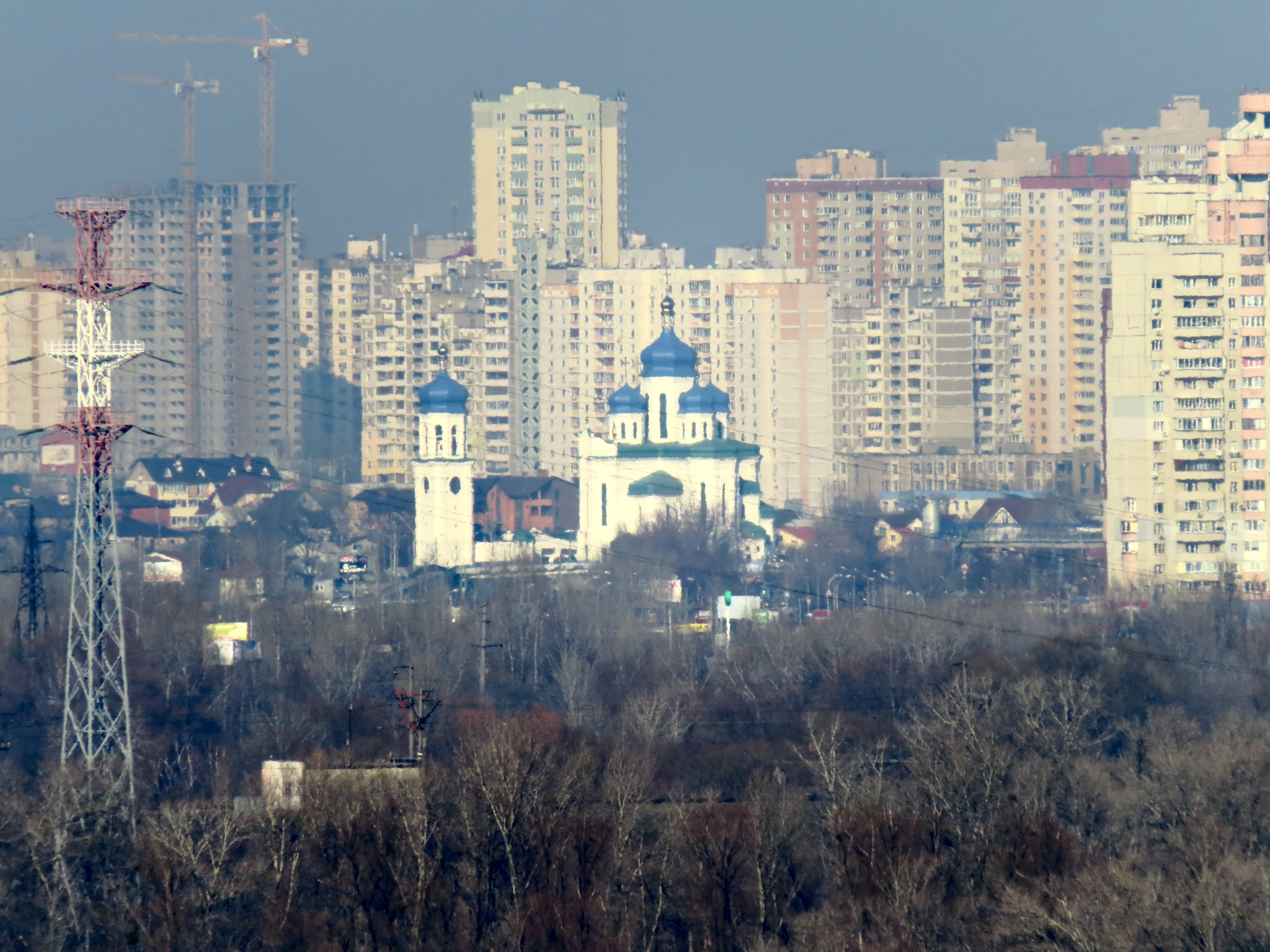
Pohled na sídliště